# Gregory Walcott
Gregory Walcott, född Bernard Wasdon Mattox den 13 januari 1928 i Wendell i North Carolina, död 20 mars 2015 i Los Angeles i Kalifornien, var en amerikansk skådespelare.

## Biografi
Efter en tid i armén började Gregory Walcott arbeta som skådespelare på film och TV. Han gjorde sin filmdebut i Red Skies of Montana (1952) och hade biroller i filmer som Kanske aldrig mer och Nattpermission (1955). Senare medverkade han bland annat i Hjälten från Iwo Jima (1961), Joe Kidd (1972, hans första av flera samarbeten med Clint Eastwood), Sugarland Express (1974), Slaget om Midway (1976) och Den vilda fighten (1978), samt ett flertal gästroller i TV-serier.
Han är kanske mest ihågkommen för sin huvudroll som pilot i Ed Woods Plan 9 from Outer Space (1959) som kommit att betraktas som en klassisk kalkonfilm och som vid flera tillfällen utsetts till världens sämsta film. Han gjorde en liten cameoroll i Tim Burtons Ed Wood (1994), vilket blev hans sista filmroll.

## Filmografi (urval)
- 1955 – Nattpermission
- 1955 – Kanske aldrig mer
- 1955 – En mans myteri (ej krediterad)
- 1959 – Plan 9 from Outer Space
- 1963 – Osynlig fiende
- 1972 – Joe Kidd
- 1972 – De kallblodiga
- 1972 – Mannen från öst
- 1973 – Racerbanans hjälte
- 1974 – Thunderbolt
- 1974 – Sugarland Express
- 1975 – Licens att döda
- 1976 – Slaget om Midway
- 1978 – Den vilda fighten
- 1979 – Norma Rae
- 1987 – Jakten på kraniet
- 1994 – Ed Wood